# 書感堂
書感堂（しょかんどう、生没年不詳）とは、江戸時代の浮世絵師。

## 来歴
師系・経歴は一切不明。『浮世絵師伝』に作画期を享保の頃とし、「肉筆美人画あり」と記す。「懐月堂流の美人画に就て」（藤懸静也）には「この一流に属すると考へられるもの」として「書感堂」の名が画系図にあり、懐月堂派の画風だったと見られるが、その作については現在不明である。